# 그레이슨 홀
그레이슨 홀(Grayson Hall, 1922년 9월 18일 ~ 1985년 8월 7일)는 미국의 배우, 연극 배우, 텔레비전 배우, 영화배우이다.
필라델피아에서 태어났으며 뉴욕에서 사망하였다. 사인은 폐암이다.

## 영화
- 가고일스 (1972년)
- 6시 아담 (1970년)
- 하우스 오브 다크 (1970년)
- 원 라이프 투 리브 (1968년)
- 명탐정 디씨 (1965년)
- 이구아나의 밤 (1964년)